# 薩拉馬河
薩拉馬河（西班牙語：Río Salamá）是危地馬拉的河流，是奇霍伊河的支流，屬於墨西哥灣流域，發源自下維拉帕斯省海拔高度1,700米，流經拉斯米納斯山脈和丘阿庫斯山脈。

## 外部連結
- Map of Guatemala including the river